# 반줄 국제공항
반줄 국제공항(영어: Banjul International Airport, IATA: BGF, ICAO: GBYD)은 감비아의 수도 반줄에 위치한 국제공항으로 한 때 미국 항공 우주국이 우주 왕복선의 착륙하는 장소로 썼으나 현재는 사용되지 않고 있다.

## 운항 노선
| 항공사           | 목적지                          |
| ---------------- | ------------------------------- |
| 로열 에어 모로코 | 카사블랑카                      |
| 에어 세이셸      | 다카르                          |
| 브뤼셀 항공      | 브뤼셀, 다카르                  |
| 부엘링 항공      | 바르셀로나                      |
| 터키항공         | 이스탄불 (아르부나코이), 다카르 |
| TUI 에어웨이스   | 맨체스터                        |
| ASKY 항공        | 아크라, 프리타운, 로메          |
| 에어 피스        | 아크라, 라고스                  |

## 같이 보기
- ICAO 공항 코드 목록: G